# 김광식 (바둑 기사)
김광식(金光植, 1979년 10월 10일 ~ )은 대한민국의 바둑 기사이다.

## 약력
1992년 중학교 1학년 시절 도일하여 조치훈의 내제자가 되었고 1995년 일본기원에서 입단했다. 1997년 대한민국에 귀국하여 일본기원의 3단 기력을 그대로 인정받았다. 2007년 6단을 거쳐 2010년 7월에 7단으로 승단하였다. 2004년 제23기 KBS바둑왕전 본선과 제15기 비씨카드배 신인왕전 본선에 진출했고, 제9회 삼성화재배 월드 바둑마스터스 본선 32강에 올랐지만 중국의 뤄시허에게 져서 탈락했다.